# Battle at Big Rock
Battle at Big Rock è un film cortometraggio del 2019 diretto da Colin Trevorrow. Fa parte del franchise di Jurassic Park e segue gli eventi del film Jurassic World - Il regno distrutto (2018). Narra di un primo incontro tra gli umani e i dinosauri.

## Trama
Un anno dopo la fuga dei dinosauri da casa Lockwood, una famiglia di Oakland va in campeggio al Big Rock National Park, nel nord della California, a circa 20 miglia da dove i dinosauri de Il regno distrutto sono stati lasciati liberi. Il corto racconta il primo grande confronto tra gli esseri umani e i dinosauri.
Una famiglia in campeggio si sta godendo una serata tranquilla intorno al fuoco ma una femmina adulta di Nasutoceratops e il suo cucciolo emergono dalla foresta circostante in cerca di cibo. La situazione è destinata a precipitare quando sopraggiunge la minaccia di un Allosaurus: si scatena un feroce scontro in cui il predatore sembra avere la meglio ma viene fermato da un secondo Nasutoceratops adulto, un maschio. Il branco si allontana nella foresta ma la bestia carnivora si accorge dei campeggiatori per via dei pianti del neonato spaventato dal combattimento così ribalta e distrugge il camper. I tentativi di difesa dei genitori risultano vani ma, fortunatamente, vengono salvati all'ultimo momento dalla figlia adolescente, la quale, armata di balestra, centra con due frecce la testa del dinosauro che ferito, abbandona Big Rock e torna nella foresta.
Nel corso dei titoli di coda vengono mostrati altri incidenti tra umani e dinosauri: un branco di Compsognathus spaventa e insegue una bambina; uno Stegosaurus su una strada ostacola un'auto facendola precipitare in un burrone; alcuni pescatori in barca osservano un Parasaurolophus abbeverarsi a riva; il Mosasaurus divora uno squalo bianco intento a sbranare una foca; uno Pteranodon  piomba su una colomba appena liberata durante un matrimonio.

## Produzione
Il corto è stato girato in soli cinque giorni, poco fuori Dublino, con una troupe al minimo e in gran segreto, a dicembre 2018.
Il corto è scritto da Colin Trevorrow e Emily Carmichael e basato su un'idea della Universal Pictures

## Promozione
Trevorrow annunciò il corto il 10 settembre 2019, solo cinque giorni prima della messa in onda.

## Distribuzione
In origine il corto doveva essere distribuito insieme a Fast & Furious - Hobbs & Shaw, ma poi è andato in onda sul canale americano FX il 15 settembre 2019 per poi essere caricato subito dopo sul canale ufficiale della serie su YouTube.